# Torvslaget
59°54′45.824″N 10°44′42.864″Ø / 59.91272889°N 10.74524000°Ø
Torvslaget (Norsk: Torgslaget) var et sammenstød mellem militær og folkemængde i Norge, som opstod da den svenske statholder Baltzar von Platen satte kavaleri ind mod borgere og studenter den 17. maj 1829, mens de var samlet på Stortorvet i Christiania (Oslo) foran Vår Frelsers Kirke på årsdagen for vedtagelsen af Eidsvollforfatningen.

## Baggrund
Gennem hele 1820'erne havde fejringen af den norske grundlovsdag været omstridt. Studenterne var blandt de fremmeste til at markere dagen. Kong Karl Johan misbilligede fejringen fordi han så den som en hyldest til rivalen Christian Frederik, der tidligere havde været konge af Norge frem til 1814, og dermed som en underkendelse af sin egen kongemagt i Norge. Derfor nedlagde han i 1828 forbud mod fejring af nationaldagen.
I foråret 1829 blev der udsendt løbesedler og sanghæfter med nationalsange, og myndighederne blev urolige; blandt andet fordi de vidste at det kunne blive vanskeligt at bremse folkemængden hvis det kom til spontane markeringer af grundlovsdagen. Derfor holdt politi- og vagtstyrken sig i beredskab i dagene frem mod den 17. maj. Politistyrken i byen talte på det tidspunkt tolv mand: politimester, adjudant og overkonstabel, samt ni betjente.
Forinden havde Norge fået to dampskibe. Det ene var døbt "Prins Carl", og det andet "Constitutionen". Det var almindeligt at gå ned til molen for at hilse dampskibene når de ankom, og man forventede at folk ville stimle sammen når "Constitutionen" skulle ankomme til Bjørvika klokken 18.00 den 17. maj. Myndighederne forsøgte derfor at sabotere dampskibet, så det ikke kunne lægge til, men det mislykkedes og skibet ankom som planlagt.

## Slaget
17. maj 1829 var en søndag med godt vejr, og folk var samlet for at nyde dagen. Da "Constitutionen" viste sig begyndte gadedrenge og studenter at råbe hurra. Henrik Wergeland, der stod på fæstningsvolden iført sin studenteruniform, råbte: "Leve Konstitutionen!", som også kunne forstås som en hentydning til Norges grundlov. De tidligere uddelte hæfter med nationalsange blev taget frem, og folk sang "For Norge, Kæmpers Fødeland", og "Sønner av Norge". Derefter gik folkemængden spontant op mod Stortorvet i et improviseret borgeroptog, og på torvet råbte de hurra og sang nationale sange til ud på aftenen.
Det lokale politikorps anmodede folk om at gå hjem, men de fleste nægtede. Politiet havde indkaldt civile forstærkninger, men det hjalp ikke. Flere af politifolkene skiftede side henover aftenen. En beruset mand blev arresteret fordi nogen havde skrevet "hurra for 17. maj" på hans hat, men da han ikke kunne gøre rede for sig selv måtte politiet lad ham gå.
Efterhånden samlede fæstningskommandant Ferdinand Carl Maria Wedel-Jarlsberg og statholderen de ledende myndigheder på rådstuen og udformede en "oprørslov". Blev denne læst op ville folk være forpligtet til at fortrække fra pladsen. Myndighederne fandt en hjemmel i lovværket efter Christian 5., og sendte en mand ud for at læse anmodningen op. Manden blev stående på et hjørne af torvet for at læse paragraffen op, og kun de nærmeste hørte ham; heriblandt Wergeland.
Da folk ikke gik hjem satte statholder von Platen kavaleriet ind mod mængden. Flere blev redet ned. Folk reagerede med chok og vantro. Derefter blev fodfolk fra fæstningen sat ind; de havde fået uddelt skarp ammunition. Der blev ikke affyret skud, men soldaterne slog med geværkolber og -løb. Folk forskansede sig på trapperne omkring torvet og på høje af opstablede brosten. På anmodningen om at gå indendøre gik enkelte i direkte kamp med soldaterne. Undervejs kom byens borgerskab til. I tumulten blev flere af dem hårdt skadet, og nogen blev gjort uarbejdsdygtige i ugevis.

## Eftervirkninger
Indbyggerene i Christiania reagerede kraftigt på Torvslaget og på statholderens brutale fremfærd. Forargelsen førte til debatter og avisindlæg hele sommeren, og stemningen var så anspændt at kongen måtte tillade fejring af nationaldagen fra da af, og acceptere at statholderstillingen fremover kun kunne besættes af nordmænd. Den første officielle tale i anledning af dagen blev dog først holdt fire år efter, i 1833, af Henrik Wergeland.

## Eksterne links
- P2-Akademiet: Dagne Groven Myhren – Torvslaget og Karl Johans kamp mot 17. mai-feiringen (Webside ikke længere tilgængelig). NRK.